# Pop urbano
Il pop urbano o urban pop è un sottogenere della musica pop influenzato dalla urban, soprattutto hip hop, R&B e afrobeat. Il pop urbano è spesso considerato un mix di stili musicali popolari e di stili musicali legati alla cultura urbana, che si rivolge a un pubblico ampio e diversificato. Il pop urbano è caratterizzato da melodie orecchiabili, ritmi sostenuti e testi semplici ma efficaci.